# Pałac Ludwigsburg
Pałac Ludwigsburg (niem. Residenzschloss Ludwigsburg) – największy w Niemczech pałac barokowy. Położony jest w mieście Ludwigsburg, które leży 12 km od stolicy regionu Stuttgartu.

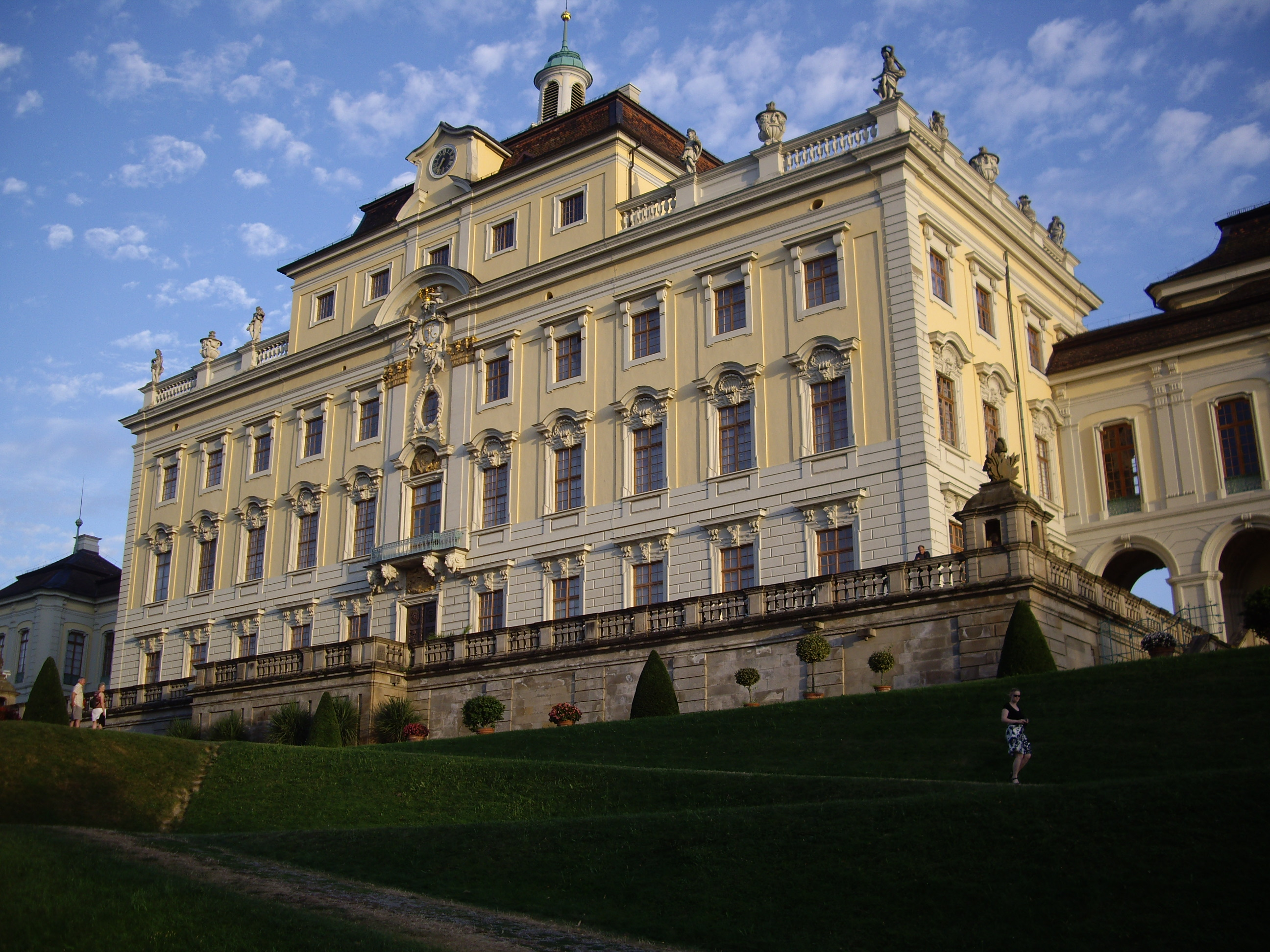
Pałac Ludwigsburg

Pomysłodawcą pałacu był książę Eberhard Ludwik Wirtemberski. Kamień węgielny położono 17 maja 1704 roku. Pałac miał być wzorowany na pałacu wersalskim, który to pałac odwiedził Eberhard w czasie swojej podróży do Francji.
W 1709 roku książę postanowił przenieść stolicę księstwa ze Stuttgartu do Ludwigsburga. Jednak po śmierci władcy jego następca przeniósł siedzibę z powrotem do Stuttgartu.
Następcy Eberharda Ludwika zmieniali plany pałacu, jednak nie zajmowali się nim tak jak pomysłodawca. W architekturze pałacu dominują trzy style:
- Barok
- Rokoko
- Empire

Głównymi architektami byli:
- Johann Friedrich Nette(inne języki)
- Donato Giuseppe Frisoni(inne języki)
- Nikolaus Friedrich von Thouret

Kolejnym władcą, który chciał nadać pałacowi charakter głównej rezydencji był król Wilhelm II Wirtemberski.
Pałac nie został zniszczony w czasie wojen, dlatego też można podziwiać zarówno pałac, jak i ogrody w stanie z 1800 roku.
W pałacu znajduje się teatr, który działa od 1758 roku.
Obecnie w pałacu można zwiedzać trzy muzea:
- Galerię Barokową
- Muzeum Porcelany
- Muzeum Mody (od XVIII do XX wieku)